# Lastrup
Lastrup là một đô thị ở huyện huyện Cloppenburg, trong bang Niedersachsen, nước Đức. Đô thị Lastrup có diện tích 85 km². Đô thị này có cự ly khoảng 15 km về phía tây nam của Cloppenburg.